# Künzelsau
Künzelsau este un oraș din landul Baden-Württemberg, Germania.
1. ↑  „Künzelsau”, Gemeinsame Normdatei, accesat în 15 martie 2023
2. ↑   http://www.statistik.baden-wuerttemberg.de/BevoelkGebiet/Bevoelkerung/01515020.tab?R=GS126046 Lipsește sau este vid: |title= (ajutor)